# プラダンのヤマコー
プラダンのヤマコーこと株式会社ヤマコーは、京都府綴喜郡宇治田原町に所在する樹脂製品加工・販売業者。

## 概要・沿革
1974年にヤマコー商会として個人創業後、1976年に株式会社ヤマコー設立。梱包資材の販売会社として起業した。
創業後約20年間は紙の段ボールを中心に取り扱ってきた。2004年には日本初を謳う段ボール製クリスマスツリーキットのようなユニークな商品も発売していた。1995年よりプラダン（プラスチックダンボール）加工業務を開始し、2007年にプラダン専用工場を開設。2016年時点では、一部で紙の段ボールを取り扱いながらも売上の9割がプラダンを占め、ほぼプラダンの専業メーカーとなっている。
2023年4月に磐栄ホールディングス株式会社のグループ会社に参加。
宇治田原町に工場を2つ構え、第1工場は1500坪、第2工場は1000坪と、業界最大級の広さを誇る。
「PLADAN.COM」などのインターネット販売も手掛けており、客と直接繋がれる販路を持つ。